# Rokometni klub Krško
Rokometni klub Krško je slovenski rokometni klub iz Krškega. Njegova domača dvorana je športna dvorana Krško imenovana tudi Leteča Dvorana. Trenutno igra v NLB ligi, kar je v bistvu prva slovenska liga. Klubski navijači imajo ime  Nuclear Power Boys.

## Zgodovina
Klub je bil ustanovljen leta 1955. Že eno leto prej so na travniku uredili igrišče, ki pa ni bilo primerno za tekmovanja. Tako je šele leto kasneje ekipa TVD Partizana odigrala prvo tekmo. V tistem času sta v Krškem obstajali dve rokometni ekipi: TVD Partizan in Celulozar (po igralcih, ki so bili papirničarji). Kmalu je prišlo do združitve. Klub se je imenoval TVD Partizan. Tekmovalnemu sistemu rokometne zveze Slovenija se je klub pridružil jeseni leti 1957. Tri leta kasneje se je uvrstil v 1. republiško ligo, kjer je dve leti igral zgolj z domačimi igralci. V sezoni 1963/64 je klub zaigral v enotni 1. ligi, iz katere pa je izstopil že po nekaj mesecih. Tako se je za nekaj časa rokomet v Krškem končal. Članska ekipa je ponovno zaigrala v sezoni 1966/1967, a je po 8 letih ponovno razpadla. Z novim trenerjem Dušanom Kokaljom se je klub v sezoni 1980/81 spet uvrstil v 1. republiško ligo, kjer so največji uspeh dosegli v letu 1989, ko so se uvrstili na končno 5. mesto. 
 Po osamosvojitvi Slovenije so 4 leta igrali v 2. državni ligi. Klub je leta 1998 zaradi hudih finančnih težav ponovno razpadel. Zatem je nekaj rokometnih delavcev ustanovilo klub RK Atom, v katerem so nadaljevali delo z mladimi.

## Strokovno moštvo
| FUNKCIJA                       | PODATKI         |
| Glavni trener                  | Kristjan Kozole |
| Trener vratarjev               | Gašper Perko    |
| Vodja moštva/pomočnik trenerja | Žiga Drnovšek   |
| Kondicijski trener             | Grega Zagorc    |
| Manager                        | Igor Orožen     |